# Pierre-Joseph Mousset
 (février 2018).
Si vous disposez d'ouvrages ou d'articles de référence ou si vous connaissez des sites web de qualité traitant du thème abordé ici, merci de compléter l'article en donnant les références utiles à sa vérifiabilité et en les liant à la section « Notes et références ».
Pour les articles homonymes, voir Mousset.

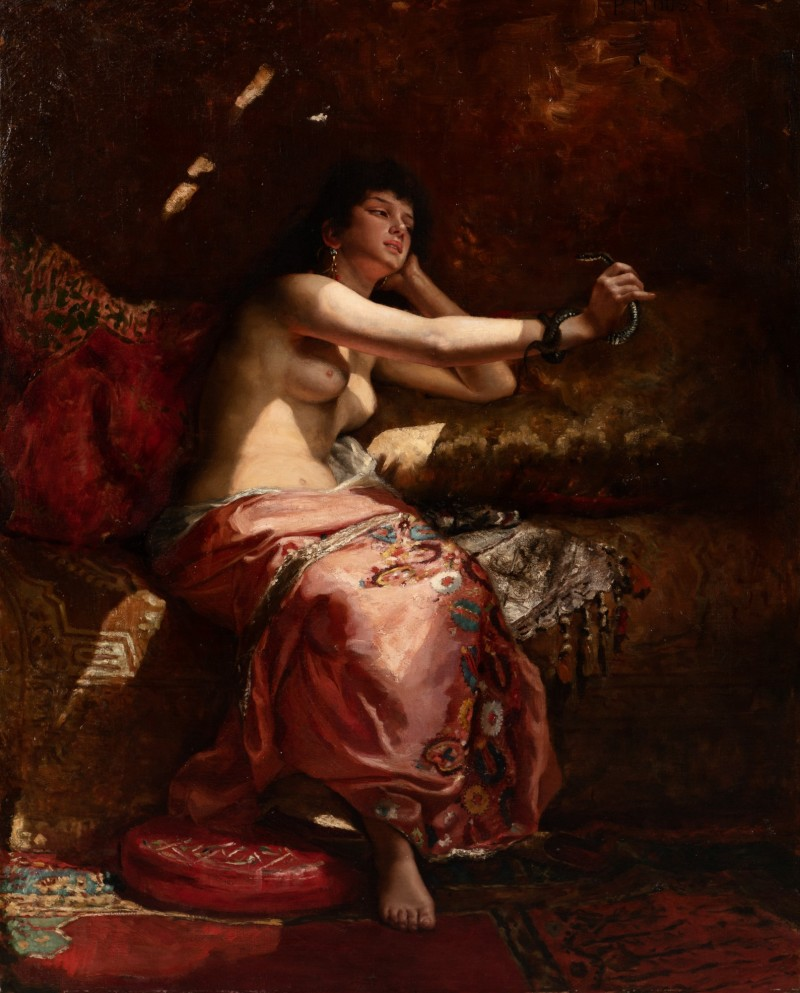

Pierre-Joseph Mousset, né en 1850 et mort en 1894, est un peintre de la fin du XIXe. 

## Biographie
Marié avec Jacqueline Offenbach (plus jeune fille du compositeur Jacques Offenbach), il achève des études de droit avant de se consacrer pleinement à la peinture, dans son atelier de l'est parisien. Ses tableaux, dans le style académique qui était à la mode à l'époque, font preuve d'une maîtrise certaine, en particulier, ses nus en grand format (environ 2 m) et ses portraits. Plusieurs ont d'ailleurs été primés lors des salons officiels. Il est mort en 1894, année de naissance de sa fille. Certaines œuvres ont été re-découvertes récemment, lors d'une vente aux enchères organisée par De Baecque & Associés,.